# Lullin
 Lullin é uma comuna francesa na região administrativa de Auvérnia-Ródano-Alpes, no departamento de Alta Saboia. Estende-se por uma área de 13,25 km², com habitantes, segundo os censos de 1999, com uma densidade de 46 hab/km².